# Джебесой, Али Фуат
Али Фуат Джебесой (тур. Ali Fuat Cebesoy; 23 сентября 1882 — 10 января 1968) — османский и турецкий политический и военный деятель. Участник итало-турецкой, Балканских, Первой мировой войн и войны за независимость Турции. Член парламента Турции, его спикер (1948).

## Биография

### Детство и юность
Али Фуат родился в 1882 году в знатной семье Исмаила Фазил-паши. Он также являлся внуком Мехмет Али-паши, который был командующим Дунайской армией во время русско-турецкой войны 1877—1878 годов, затем участвовал в работе Берлинского конгресса в составе османской делегации.
Али Фуат окончил военную школу в 1902 году, военный колледж в 1905 году и в чине штабс-капитана поступил на службу в османскую армию.

### Военная карьера
Он был зачислен в 3-й батальон 28-го кавалерийского полка (5-я армия), базировавшегося в Бейруте, затем служил в 15-м артиллерийском полку (3-я армия) в Салониках. Также Фуат вступил в партию «Единение и прогресс» (партийный билет № 191).
Затем Фуат был переведён на должность штабного офицера при штабе 3-й армии, после чего был повышен в звании и назначен начальником области Караферье (ныне Верия). 9 января 1909 года он был назначен военным атташе Османской империи в Италии. После службы в Риме, 1 октября 1911 года был направлен в Западную армию и назначен одновременно начальником штабов 1-го и 7-го корпусов. Принимал участие в подавлении албанского восстания, участвовал в боях с повстанцами у Ипека и Яковы.

### Триполитанская и Балканские войны
Во время войны с Италией, Фуат занимался доставкой оружия и боеприпасов в Ливию, где шли боевые действия против итальянских войск.
С началом Первой Балканской войны, Фуат был назначен начальником штаба корпуса, а 10 ноября 1912 года был назначен командиром 23-й пехотной дивизии. 12 декабря греческие войска начали наступление. Фуат принял решение организованно отступать. Однако в рядах дивизии началась паника и она была фактически разгромлена. Во время боёв у Бизани, Фуат был ранен в бедро, однако продолжал руководить османскими войсками. 6 марта 1913 года командующий корпусом Эсат-паша приказал войскам Фуата сдаться греческой армии. После чего он был отправлен в больницу греческого города Кифиссии для оказания медицинской помощи.

### Первая мировая война
15 января 1914 года Али Фуат был назначен начальником штаба 8-го корпуса, а 19 сентября того же года получил звание подполковника и назначен командиром 25-й пехотной дивизии.
После вступления Османской империи в Первую мировую войну, в январе 1915 года Фуат участвовал в Суэцкой операции, его дивизия участвовала в боях против британских войск у Беэр-Шевы. Однако туркам захватить Суэцкий канал не удалось и его дивизия с другими османскими войсками вернулась в Палестину.
После начала Дарданелльской операции его дивизия была включена в состав 17-го корпуса (1-я армия) и участвовала в боях на Галлиполи. 20 января 1916 года Фуат был назначен командиром 14-й пехотной дивизии. Первоначально эту дивизию планировалось отправить в Египет для второго наступления на Суэцкий канал, однако из-за начавшегося наступления русской армии на Кавказском фронте, 14-я дивизия была включена в состав 2-й армии и направлена на Кавказ.
В сентябре 1916 года стал командиром 5-й пехотной дивизии, а затем начальником штаба 2-й армии. 12 января 1917 года Фуат был снова переведён на Синайско-Палестинский фронт, 30 июня 1917 года стал командиром 20-го корпуса. После подписания Мудросского перемирия и выхода Турции из войны продолжал командовать 20-м корпусом, а затем 7-й армией.

### Война за независимость Турции

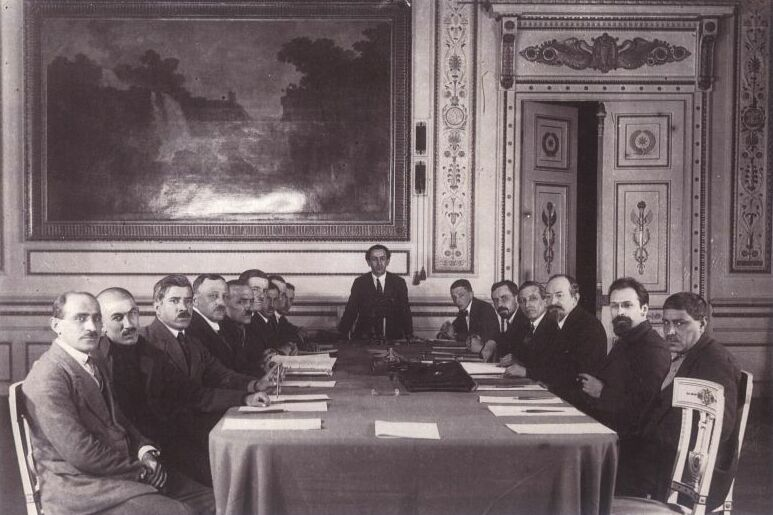
Али Фуат (шестой слева) во время подписания Московского договора о «дружбе и братстве» с РСФСР

После начала войны за независимость Фуат организовал турецкое сопротивление против греческого вторжения в Западной Турции. Фуат был командующим турецкими силами в Западной Анатолии, позже Совет представителей выбрал Фуата командующим национальными силами в войне за независимость. Анкара, где находился штаб Фуата, стала центром освободительной войны турецкого народа.
В этом же году был избран депутатом первого парламента. В 1921 году после ссоры с Исметом Инёню, Фуат был назначен послом Турции в Советском Союзе. Фуат лично вёл переговоры с Лениным и Сталиным и подписал Московский договор, по которому Советский Союз оказывал помощь Турции в войне против иностранных войск, за что Турция обязывалась передать Батум в состав СССР.
После окончания миссии в Москве был снова избран членом парламента.

### Политическая карьера
После окончания войны Фуат продолжил работу в парламенте Турции. Он вступил в оппозиционную Прогрессивную республиканскую партию, а в 1924 году стал её лидером. Во время курдского восстания в 1925 году Джебесой был обвинён в попытке государственного переворота, однако в 1926 году был полностью оправдан.
После этого Джебесой ушёл из политики. Однако в 1931 году он снова был избран в парламент депутатом от Коньи. Затем занимал пост министра общественных работ (1939—1943), а в 1948 году стал спикером парламента. В 1950 году он был избран в парламент от Эскишехира. Джебесой работал в парламенте до 1960 года. После государственного переворота в Турции в 1960 году, он был арестован вместе с другими деятелями Демократической партии, однако вскоре был выпущен на свободу. После этого Али Фуат навсегда оставил политику.
Умер в 1968 году и был похоронен во дворе мечети Гейве, однако в 1980 году его останки были перенесены на кладбище в Анкаре.